# Coupe d'Europe des nations de rugby à XIII 1953-1954
Navigation
Édition précédente Édition suivante
La Coupe d'Europe des nations de rugby à XIII 1953-1954 est la quatorzième édition de la Coupe d'Europe des nations de rugby à XIII, elle se déroule du 16 septembre 1953 au 13 décembre 1953, et oppose l'Angleterre, la France, Autres Nationalités et le Pays de Galles. Ces quatre nations composent le premier niveau européen.

## Les équipes

### France
| Nom                | Âge | Matchs (Ptsmarqués) pendant l'éditon | Club               |
| ------------------ | --- | ------------------------------------ | ------------------ |
| Gilbert Alberti    | 19  | ? (?)                                | Carcassonne        |
| Jean Audoubert     | 29  | ? (?)                                | Lyon               |
| René Bernard       | 28  | ? (?)                                | Albi               |
| Marcel Blanc       | 32  | ? (?)                                | Albi               |
| Vincent Cantoni    | 26  | ? (?)                                | Toulouse           |
| André Carrère      | 29  | ? (?)                                | Villeneuve-sur-Lot |
| André Carrère      | 21  | ? (?)                                | Bordeaux           |
| Joseph Crespo      | 28  | ? (?)                                | Lyon               |
| Raymond Contrastin | 28  | ? (?)                                | Bordeaux           |
| René Duffort       | 30  | ? (?)                                | Lyon               |
| Roger Estrada      | 29  | ? (?)                                | Villeneuve-sur-Lot |
| Roger Guilhem      | 27  | ? (?)                                | Carcassonne        |
| Antoine Jimenez    | 24  | ? (?)                                | Villeneuve-sur-Lot |
| Joseph Krawczyk    | 27  | ? (?)                                | Lyon               |
| Jacques Merquey    | 24  | ? (?)                                | Avignon            |
| Jean Pambrun       | 23  | ? (?)                                | Marseille          |
| Édouard Ponsinet   | 29  | ? (?)                                | Lézignan           |
| Puig-Aubert        | 28  | ? (?)                                | XIII Catalan       |
| Roger Rey          | 22  | ? (?)                                | Lyon               |
| François Rinaldi   | 29  | ? (?)                                | Marseille          |
| André Savonne      | 23  | ? (?)                                |                    |
| Claude Teisseire   | 22  | ? (?)                                | Carcassonne        |
| Maurice Voron      | 25  | ? (?)                                | Lyon               |

## Classement
| Groupe |                     |   |   |   |   |    |    |     |
|        | Équipe              | J | V | N | D | PP | PC | Pts |
| 1      | Angleterre          | 3 | 3 | 0 | 0 | 61 | 32 | 6   |
| 2      | Autres Nationalités | 3 | 2 | 0 | 1 | 67 | 45 | 4   |
| 3      | France              | 3 | 1 | 0 | 2 | 38 | 44 | 2   |
| 4      | Pays de Galles      | 3 | 0 | 0 | 3 | 32 | 77 | 0   |

| 16 septembre 1953 | Angleterre          | 24 - 5  | Pays de Galles      | Knowsley Road, St Helens   |
| 7 octobre 1953    | Autres Nationalités | 30 - 5  | Pays de Galles      | Odsal Stadium, Bradford    |
| 18 octobre 1953   | France              | 10 - 15 | Autres Nationalités | Stadium, Toulouse          |
| 7 novembre 1953   | Angleterre          | 7 - 5   | France              | Odsal Stadium, Bradford    |
| 28 novembre 1953  | Angleterre          | 30 - 22 | Autres Nationalités | Central Park, Wigan        |
| 23 avril 1952     | France              | 23 - 22 | Pays de Galles      | Stade Vélodrome, Marseille |

### France - Autres Nationalités
(mt : 10 - 5)
Points marqués :
- France : 2 essais de Contrastin et Voron ; 2 buts de Puig-Aubert (2).
- Autres Nationalités : 2 essais de Bevan et Robinson : 3 buts de Phillips (3).

Évolution du score : ?
Arbitre :  M. Charles Appleton (Warrington)
Spectateurs : 12 190
Compositions des équipes
- France : Puig-Aubert - Maurice Voron, Claude Teisseire, André Carrère, Raymond Contrastin - Jacques Merquey (o), Joseph Crespo (m) - André Carrère, Jean Audoubert, François Rinaldi, René Bernard, Édouard Ponsinet, Roger Guilhem - Entraîneur : Jean Duhau

Dans l'optique de cette rencontre, le sélectionneur Jean Duhau convoque dix-sept joueurs pour un premier entraînement à Mérignac d'où se décide la sélection finale. Les joueurs français appelés sont : Puig-Aubert, Maurice Voron, Claude Teisseire, André Carrère, Raymond Contrastin, Jacques Merquey (o), Joseph Crespo (m), André Carrère, Jean Audoubert, François Rinaldi, René Bernard, Édouard Ponsinet, Roger Guilhem, Louis Mazon, Gabriel Genoud, Gilbert Benausse et René Duffort . Ce dernier, fair-play, préconise de titulariser Guilhem à son poste de troisième ligne le considérant plus en forme.

### Angleterre - France
(mt : 2 - 5)
Points marqués :
- Angleterre : 1 essai de Kielty[3] (79e) ; 1 transformation de Metcalfe (79e) ; 1 pénalité de Metcalfe (14e).
- France : 1 essai de Carrère (13e) ; 1 but de Puig-Aubert (13e).

Évolution du score : ?
Arbitre : M. Ribas
Spectateurs : 10 659
Compositions des équipes
- France : Puig-Aubert (c) - Vincent Cantoni, André Carrère, Roger Rey, André Savonne - Antoine Jimenez (o), Roger Guilhem (m) - Joseph Krawczyk, Jean Audoubert, André Carrère, Jean Pambrun, François Rinaldi, René Duffort - Entraîneur : Jean Duhau

Pour ce second match, l'équipe de France est remaniée et subit quelques défections tels Louis Poletti, Ponsinet et André Béraud. Les nouveaux appelés dans le XIII de France sont Vincent Cantoni, Roger Rey, André Savonne, Antoine Jimenez, Joseph Krawczyk et Jean Pambrun.

### France - Pays de Galles
(mt : 15 - 16)
Points marqués :
- France : 5 essais de Contrastin (2), Alberti, Benausse et Rinaldi ; 3 buts de Estrada ; 1 drop de Estrada.
- Pays de Galles: 3 essais de Daniels, Davies et Prive ; 5 but de Jones.

Évolution du score : ?
Arbitre :  M. Charles Appleton (Warrington)
Spectateurs : 25 000
Compositions des équipes
- France : Roger Estrada - Gilbert Alberti, Roger Rey, André Carrère, Raymond Contrastin - Gilbert Benausse (o), Joseph Crespo (m) - François Rinaldi, Jean Audoubert, André Béraud, René Bernard, Jean Pambrun, Marcel Blanc - Entraîneur : Jean Duhau

Dans l'optique de cette ultime rencontre, la France convoque dix-huit joueurs dont des nouveaux venus : Roger Estrada (Villeneuve), Robert Grangeon (Avignon), Vigouroux (Toulouse), Marcel Blanc (Albi)